# Schizonycha dilucida
Schizonycha dilucida är en skalbaggsart som beskrevs av Brenske 1898. Schizonycha dilucida ingår i släktet Schizonycha och familjen Melolonthidae. Inga underarter finns listade i Catalogue of Life.